# Chondrophellia coronata
Chondrophellia coronata is een zeeanemonensoort uit de familie Hormathiidae.
Chondrophellia coronata is voor het eerst wetenschappelijk beschreven door Verrill in 1883.